# Kanton Beaumont
Der Kanton Beaumont ist seit 1982 ein französischer Wahlkreis im Arrondissement Clermont-Ferrand im Département Puy-de-Dôme in der Region Auvergne-Rhône-Alpes.

## Geografie
Der Kanton grenzt im Norden an die Kantone Kanton Clermont-Ferrand-Sud-Ouest, Kanton Clermont-Ferrand-Sud und Kanton Clermont-Ferrand-Sud-Est, im Osten an den Kanton Aubière, im Süden an den Kanton Saint-Amant-Tallende, im Westen an den Kanton Rochefort-Montagne und im Nordwesten an die Kantone Royat und Chamalières.

## Gemeinden
Der Kanton besteht aus drei Gemeinden mit insgesamt 21.309 Einwohnern (Stand: 2022) auf einer Gesamtfläche von 64,94 km²:
| Gemeinde                | Einwohner 1. Januar 2022 | Fläche km² | Dichte Einw./km² | Code INSEE | Postleitzahl |
| ----------------------- | ------------------------ | ---------- | ---------------- | ---------- | ------------ |
| Beaumont                | 10.787                   | 4,01       | 2.690            | 63032      | 63110        |
| Ceyrat                  | 6.548                    | 9,35       | 700              | 63070      | 63122        |
| Saint-Genès-Champanelle | 3.974                    | 51,58      | 77               | 63345      | 63122        |
| Kanton Beaumont         | 21.309                   | 64,94      | 328              | 6304       | –            |